# نیکلاس کالیونی
نیکلاس کالیونی (انگلیسی: Nicholas Caglioni؛ زادهٔ ۱۴ ژانویهٔ ۱۹۸۳) بازیکن فوتبال اهل ایتالیا است.
از باشگاه‌هایی که در آن بازی کرده‌است می‌توان به باشگاه فوتبال مودنا، باشگاه فوتبال مسینا، باشگاه فوتبال لچه، باشگاه فوتبال سالرنیتانا، باشگاه فوتبال ارورا پرو پاتریا ۱۹۱۹، باشگاه فوتبال کروتونه، و باشگاه فوتبال آتالانتا اشاره کرد.